# گورستان قلعه گر
قبرستان قلعه گر مربوط به دوره قاجار است و در شهرستان ممسنی، بخش مرکزی، دهستان فهلیان، جنوب شرق روستای فهلیان علیا واقع شده و این اثر در تاریخ ۳۰ بهمن ۱۳۸۶ با شمارهٔ ثبت ۲۰۸۵۷ به‌عنوان یکی از آثار ملی ایران به ثبت رسیده است.